# Meindl A.VII
Meindl A.VII (též označovaný jako Meindl/van Nes A.VII resp. Meindl M7) byl rakouský sportovní letoun navržený v 30. letech německým konstruktérem Wilhelmem van Nesem ve společnosti Meindl Flugzeugbau Linz. Meindl i van Nes v roce 1935 přesídlili do Vídeňského Nového Města a založili Wiener Neustädter Flughafenbetriebs GmbH, později přejmenované na Wiener Neustädter Flugzeugwerke GmbH (1938).

## Vznik a vývoj
Erich Meindl, narozený 22. prosince 1906 v Klagenfurtu, navštěvoval základní školu v Linci a poté důstojnickou školu v Ennsu. Po jejich dokončení pracoval jako zámečník v Elektro-Bau AG v Linci, ale také byl dlouho nezaměstnaný. V roce 1924 založil vlastní dílnu. V té době se Meindl setkal s konstruktérem Wilhelmem van Nesem. Společně vytvořili společnost Meindl Flugzeugbau Linz. Od roku 1935 byl Meindl manažerem Wiener-Neustädter Flughafenbe-triebsgesellschaft mbH.
V roce 1933 představili sportovní letoun Meindl A.VII a v roce 1937 jeho modifikaci Meindl A.VIIb. Sportovní a cestovní letadlo A.VII bylo druhou konstrukcí (po Meindl A.III, 1931) Ing. Wilhelma van Nese, kterou navrhl, v Meindl Flugzeugbau v Linci na Dunaji. Letoun byl postaven společně s Erichem Meindlem. Původní projekt tohoto letounu vznikl v roce 1931 jako hydroplán A-VII, který však nikdy nebyl postaven. Van Nes revidoval základní design a původní projekt v letech 1932/33 vylepšil. Záměrem konstruktéra bylo vyvinout stroj, který by byl využitelný především pro vyhlídkové lety. Tím vlastně navázal na svoji činnost z konce 20. let, kdy zkonstruoval letadlo pro stejné účely (Guritzer van Nes A.III, 1929). Finančním problémem číslo jedna byl motor, protože se dlouho nedařilo získat motor Junkers z Dessau za rozumnou cenu, proto byl nakonec použit pětiválcový hvězdicový motor Armstrong Siddeley Genet Mk.IIA o výkonu 58,9–64,7 kW (80–88 k). Byl nainstalován v červenci 1933 a stroj mohl být dokončen.
Ing. van Nes sám stroj zalétal, první let se uskutečnil 8. srpna 1933 v 17 hodin a trval devět minut. Při registraci na A-138 byl stroj 23. srpna 1933 předveden technické kontrole leteckého úřadu (Luftamt) na letišti v Aspernu (Vídeň). Letový úřad provedl zkušební lety 25. a 26. srpna, letové osvědčení bylo vydáno 26. srpna 1933 a provozní osvědčení dne 29. září. Letoun byl postaven v jednom exempláři a létal s imatrikulací A-138, která byla v rakouském civilním rejstříku později změněna na OE-DOL. V tomto stavu bylo letadlo zakoupeno v roce 1936 městskou radou v Linci pro Asociací na propagaci letectví. Po anšlusu dostal letoun německou imatrikulaci D-EDOL. Další letoun létal s imatrikulací A-146 resp. OE-DEU.

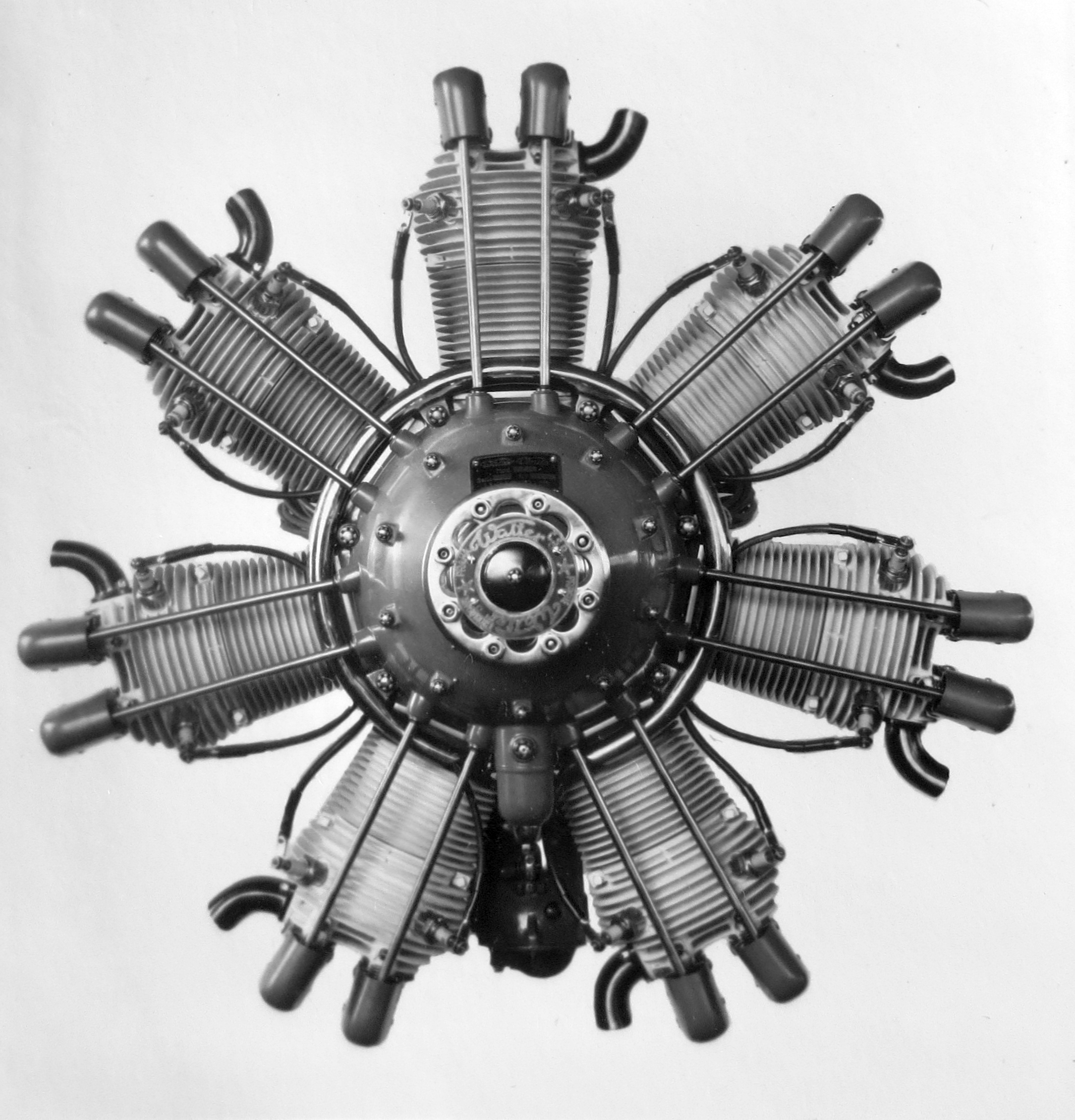
Walter Venus pro letoun Ethiopia 1 (Tsehai/Sahai)

Letadlo tohoto typu bylo také postaveno Ludwigem Weberem z jednotlivých dílů v létě 1935 v etiopské Addis Abebě. Habešský císař Haile Selassie I. nabídl L. Weberovi po provedené opravě letounu Junkers W 33 (W 33c, WNr. 2539) práci, aby jako jeho soukromý pilot a konstruktér založil v Etiopii letectvo s původními etiopskými letadly. Weber postavil letoun Ethiopia 1 (použil části Meindl van Nes A.VII (M7) pro zcela novou konstrukci) a poprvé s ním vzlétl v prosinci 1935. Tento letoun byl v jednotlivých částech odeslán do Addis Abeby a tam byl Ludwigem Weberem upraven a smontován. Letadlo obdrželo sedmiválcový hvězdicový motor Walter Venus se vzduchovým chlazením a výkonem: vzletový - 115 k (84,6 kW) při 1800 ot/min a jmenovitý - 110 k (80,9 kW) při 1750 ot/min. Po sestavení bylo letadlo přeletěno z loděnice na pobřeží, kde montáž proběhla, přímo do Addis Abeby, do nadmořské výšky 2500 m n. m. Ve srovnání s prvním letounem (A-138) měl stroj vztlakové klapky, které společně s křidélky pokrývaly téměř celé křídlo. Letoun byl pojmenován jako Weber Meindl van Nes A.VII Ethiopia 1. Později jej císař Haile Selassie přejmenoval po své dceři na Tsehai/Sahai (amharsky „Slunce“).
Ke konstrukci A.VII se van Nes vrátil v roce 1937, kdy byla postavena modifikovaná verze tohoto letounu, označená jako A.VIIb „Kadett“ s motorem Walter Minor 4 o výkonu 63–70 kW (85–95 k). Tento stroj létal s imatrikulací OE-DEM. V té době společnost Wiener Neustädter Flugzeugwerke GmbH používala jako tovární letiště pozdější základnu Luftwaffe v Bad Vöslau (ICAO: LOAV). Zde vznikly sportovní letouny E. Meindla: Lampich L 9 (85 k), NL XXI (95 k), NL XXII (150 k), Bànhidi Gerle 16 (100 k), Gerle 17 (100 k), Gerle 18 (125 k), RWD-13S (polský sanitní letoun) a jmenovaný Meindl/van Nes „Kadett“ A VIIb (95 k).

## Popis letounu
Letoun se vyznačoval nízkými pořizovacími náklady i amortizace investovaných prostředků zůstala nízká. Nízké provozní náklady a náklady na opravy byly nižší než u dopravních letadel. Kromě turistické, osobní přepravy bylo možné stroj použít i pro reklamní, sportovní a výcvikové účely.
Jednomotorový, třímístný sportovní a turistický dolnoplošník měl trup vyroben ze svařované trubkové ocelové konstrukce s našroubovanými dřevěnými ploškami. Vnější povrch trupu tvořil plátěný potah. Protipožární přepážka oddělovala motorový prostor od kokpitu. Dřevěná konstrukce obou polovin křídla měla obdélníkový obrys se zaoblenými konci. Dřevěná žebra se skládala ze tří částí: přední část, střední část a koncová část. Žebra byla připevněna k nosníkům. Samotné připevnění bylo provedeno překližkou, která byla aplikována na celý horní a dolní povrch křídel. Křidélka byla vyrobena v kompozitní konstrukci: kostra z trubkové oceli, žebra ze dřeva, potah plátnem. Dvoukolový podvozek s dělenou nápravou byl zavěšen na vzpěrových podvozkových nohách. Podvozek byl vybaven olejovými tlumiči, kola byla nebrzděná. Vzadu byla klasická ostruha, která byla podepřena gumovými kroužky.
Vestavěný hvězdicový motor u verzi A.VII a Ethiopia 1, ale invertní motor ve verzi A.VIIb byl namontován v trubkovém ocelovém rámu a připevněn k trupu čtyřmi šrouby. Kapota motoru byla vyrobena z plechu (hliníková slitina) a byla aerodynamicky tvarovaná. Palivová nádrž byla umístěna v blízkosti těžiště letounu mezi oběma kokpity. Byla vyrobena z ocelového plechu, nádrž na olej byla za protipožární přepážkou.
Letoun Ethiopia 1 (Tsehai/Sahai) se dosti od svého vzoru lišil. Weber nahradil přední dvojsedadlo sedadlem pilota-studenta. Délka letadla se mírně zkrátila ze 7,45 na 7,32 m, zejména zkrácením držáku motoru, zatímco zorné pole studenta a pilota se zlepšilo. Výměna dvousedadlové lavice studentským sedadlem umožnila zmenšit šířku trupu, což mělo za následek mírné zmenšení rozpětí křídel, které bylo zmenšeno z 10,50 na 10,30 m. Byly přidány klapky pro zlepšení výkonu při nízké rychlosti. Klapky a křidélka zabíraly téměř celou délku odtokové hrany křídla. Trup letadla měll ocelový rám potažený látkou, křídla byla vyrobena převážně ze dřeva a čelní skla z plastu. Letoun byl vybaven výkonnějším motorem než původní A.VII. Byl to československý, sedmiválcový hvězdicový Walter Venus o vzletovém výkonu 115 koní. Motor byl osazen německou, dřevěnou vrtulí Schwartz. V této konfiguraci byla Ethiopii 1 dána jako schopná stoupat z 2 500 na 3 500 metrů za pouhých 7 minut. Pro přistání s klapkami v rychlosti 50 km/h potřebovala jen sto metrů. Cestovní rychlost byla 150 km/h, maximální rychlost 195 km/h a dostup byl 6000 metrů.

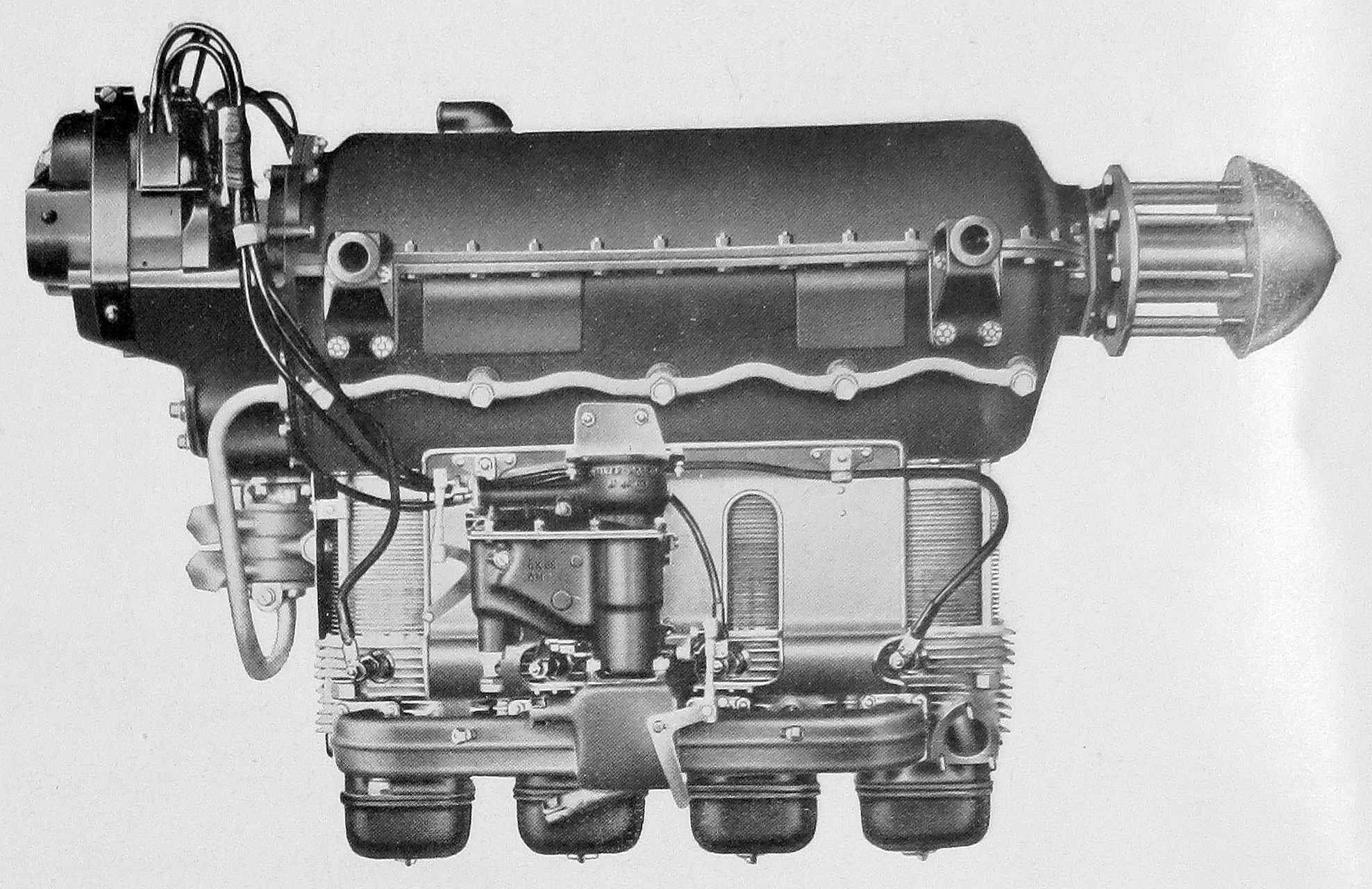
Walter Minor 4 pro letoun Meindl A.VIIb

## Použití
Za účelem prezentace v Německu odletěl 30. srpna 1933 van Nes s letounem A.VII přes Mnichov a Würzburg do Freiburgu im Breisgau, kam doletěl 1. září. Zde se stroj používal hlavně pro reklamní účely. Očekávání od letounu byla plně splněna a piloti, kteří s ním létali, potvrdili dobré letové vlastnosti: Schinzinger z výzkumného oddělení Junkers-Werke, kapitán letectva A. Riediger, bývalý poručík Otto von Langsdorff. Všichni byli překvapeni velmi dobrými letovými vlastnostmi a rychlostí stoupání.
V době od 27. srpna do 10. září 1934 bylo letadlo po 111 vzletech kompletně ošetřeno opravou. Po dalších 110 hodinách provozu, hlavně pod vedením von Wannecka a pilota Ebenhöcha, se A-138 vrátil do dílny na "servisní" odpočinek. Tentokrát byly provedeny drobné úpravy: motor dostal aerodynamický kruhový kryt a v souladu s novým zákonem dostal letoun nové imatrikulační označení OE-DOL. V tomto stavu bylo letadlo zakoupeno v roce 1936 Asociací pro propagaci letectví (městskou radou v Linci). Letoun byl používán pro výcvikové účely. Po anšlusu v březnu 1938 získal letoun německou imatrikulaci D-EDOL. Další letoun létal s imatrikulací A-146 resp. OE-DEU, ale u tohoto stroje není jisté provedení. Zda to byl Meindl A-7 anebo nebo A-8.
Letoun Weber Meindl van Nes A.VII Ethiopia 1 byl používán císařským vojenským letectvem až do obsazení Etiopie Italským královstvím v květnu 1936. K plánované výrobě dalších dvou letadel vzhledem k italské invazi v říjnu 1935 již nedošlo. Letoun Ethiopia 1 představoval, byť zcela fiktivní, posilu etiopského letectva. Tento dvoumístný lehký sportovní a turistický dolnoplošník Meindl/Van Nes A.VII byl nazván Ethiopia 1, později Tsehai/Sahai. Šlo o druhý postavený exemplář stroje rakouského původu, který do Habeše dorazil v demontovaném stavu. Modifikován byl pro specifické habešské geografické podmínky přímo na místě Ludwigem Weberem. Němec Weber jej také v prosinci 1935 zalétal. Stroj ukořistili Italové 6. května na dnes již bývalém letišti Jan Meda v Addis Abebě. Bylo ukryto - stejně jako de Havilland DH.60M Moth - v eukalyptovém lese poblíž letiště. Celkově měl letoun nalétáno jen třicet letových hodin. Letadlo bylo převezeno do Itálie, kde bylo vystaveno v Caserta Aviation Museum až do roku 1941. Poté bylo odvezeno do leteckého muzea poblíž Říma a stalo se součásti sbírek muzea italského vojenského letectva ve Vigna di Valle.
O posledním letounu, verze Meindl/van Nes „Kadett“ A.VIIb, který létal s imatrikulací OE-DEM, nejsou údaje o použití známy. Provozuschopná letadla létala až do roku 1941.

## Dochované exempláře
Jediný exemplář se dochoval v italském historickém muzeu vojenského letectva (Museo storico dell'Aeronautica Militare) ve Vigné di Valle, v obci na břehu jezera Bracciano nedaleko Říma. V muzeu jsou mj. vystaveny letouny Breda Ba.15, Focke-Wulf S 24, Caproni Ca.100, Fieseler Fi 156, IMAM Ro.5, Nardi FN.305 a také letoun Weber Meindl van Nes A.VII Ethiopia 1, který ale byl dlouhodobě uložen v depozitáři muzea. Od roku 2014 se již neobjevoval v seznamu sbírek. Etiopská vláda jednala o jeho restituci, která v zásadě vycházela z Mírové smlouvy podepsané s Itálií v roce 1947, a byla stále otevřeným bodem jednání mezi italskou a etiopskou vládou. Vzhledem k jeho zvláštnímu historickému významu požadovala Etiopie, aby letadlo Ethiopia 1 bylo z Itálie vráceno a mohlo být vystaveno v hale mezinárodního letiště Bole v Addis Abebě. K dohodě o návratu došlo během setkání premiérů Abiye a Meloniové v roce 2023 a stroj Ethiopia 1 se do Addis Abeby vrátil 30. ledna 2024.

## Uživatelé
- Rakousko (A-138/OE-DOL, A-146/OE-DEU, OE-DEM)
  - Erich Meindl
  - Městská rada v Linci (Asociace pro propagaci letectví)
- Německá říše (D-EDOL)
- Etiopské císařství
  - Etiopské císařské letectvo – Ethiopia 1 (Tsehai/Sahai)

## Specifikace
Data pro A.VII podle

### Technické údaje
- Posádka: 1
- Cestující: 2
- Rozpětí: 10,50 m
- Délka: 7,45 m
- Výška: 2,65 m
- Nosná plocha: 16,2 m2
- Plošné zatížení: 42 kg/m2
- Hmotnost prázdného letounu: 372 kg
- Vzletová hmotnost: 570 kg, v třímístném obsazení 682 kg
- Pohonná jednotka: 1× pístový, vzduchem chlazený, hvězdicový pětiválcový motor Armstrong Siddeley Genet Mk.IIA
  - nominální, jmenovitý výkon: 58,9 kW (80 k)
  - maximální, vzletový výkon: 64,7 kW (88 k)
- Vrtule: dvoulistá dřevěná

### Výkony
- Maximální rychlost: 160 km/h
- Cestovní rychlost: 144 km/h
- Dostup: 5 620 m (dvoumístný), 4 600 m (třímístný)
- Stoupavost: 3,9 m/s (dvoumístný), 2,7 m/s (třímístný)
- Dolet: 570 km
- Vytrvalost: 4 h